# 傘村トータ
傘村トータ（かさむらとーた）は日本の音楽家、ボカロPである。LIVE LAB.所属。

## 略歴
幼少期からピアノを習っていた。その後中学生のときにボカロに触れ、作曲教室に通っていたこともあり、VOCALOIDのIAの発売をきっかけに楽曲制作を始める。当初はピアプロに投稿された他人の歌詞に音を付けていたが、次第に自分で歌詞を書くようになった。
2017年にはニコニコ動画に「しゃぼん玉花火」を投稿し、ボカロPとしてデビュー。その後複数のVOCALOIDを使った合唱曲のような楽曲「贖罪」や「あなたの夜が明けるまで」「明けない夜のリリィ」などでヒットし人気になった。
スマホゲーム「プロジェクトセカイ」にも楽曲提供をしており、2022年4月28日にアップロードされた。

## 人物
好きな曲調はバラード。楽曲制作の中では、VOCALOIDの「調教」に力を入れている。
ボカロに最初に触れたのは歪Pの「絵本『人柱アリス』」である。

## ディスコグラフィ

### アルバム
| 枚 | 発売日         | タイトル                     | 収録曲 | 備考 |
| -- | -------------- | ---------------------------- | --- | ---- |
| 1  | 2018年12月03日 | 歩き出すのだ、傘がなくとも。 | 全14曲 1. 今日も空が綺麗だから 2. 世界中で一番 3. White 4. 誰かのヒーローになりたかった 5. 力なきもの 6. 今日より少しだけ幸せな日々を。 7. もうあなたを一人で戦わせたりしない 8. 明けない夜のリリィ 9. たった一つ願いが叶うなら 10. どうか透明な青のままで 11. 贖罪 12. 大切な人たちへ 13. ありがとう 14. 僕が夢を捨てて大人になるまで 15. 歩き出すのだ、傘がなくとも。                  |      |
| 2  | 2019年11月17日 | さよなら、僕のヒーロー       | 全12曲 1. 抜心 2. 誰かのヒーローになりたかった 3. 斑 4. 人工呼吸 5. 贖罪 6. あなたを救う花こそあれ 7. 僕が夢を捨てて大人になるまで 8. 15歳の主張 9. 18歳の責任 10. 22歳の反抗 11. 僕が初めて泣いた日 12. さよなら、僕のヒーロー |      |
| 3  | 2021年02月24日 | 素敵な大人になる方法         | 全17曲 1. LIFE 2. 僕が夢を捨てて大人になるまで 3. 15歳の主張 4. 贖罪 5. 敗走 6. 君を好きなことがバレた 7. 垂直落下 8. 小説夏と罰(上) 9. あれほど欲した幸せを、手放す勇気を僕にくれ 10. 晴天を穿つ 11. 明けない夜のリリィ 12. あなたの夜が明けるまで 13. おはよう、僕の歌姫 14. おはよう、僕の歌姫-Happy End Ver.- 15. 大切な人たちへ 16. 靴と爪 17. 僕は夢を持ったままの子どもでいるだけ |      |
| 4  | 2023年12月21日 | 素敵な大人になる方法2        | 全16曲 1. ロストデイズ 2. それでも生きてていいですか 3. レムの魔法 4. ふたりぼっち同盟 5. 花めづる君 6. だって君は彼氏がいるでしょ 7. 泣かないあなたの守り方 8. ドラドの悲劇 9. グレーテのいない星 10. アルルの花 11. たとえ心が折れたとしても。 12. 涙だけ 13. オフトゥン 14. ちゃんとあるよ 15. オーダーメイド 16. 生きてさえ                                                          |      |

### 配信限定シングル
| 発売日         | タイトル                                |
| -------------- | --------------------------------------- |
| 2019年5月18日  | 抜心                                    |
| 2019年6月24日  | 15歳の主張/18歳の責任                   |
| 2020年4月23日  | 晴天を穿つ                              |
| 2023年7月7日   | オーダーメイド                          |
| 2023年11月18日 | 問32                                    |
| 2023年12月9日  | きみとそらをとぶ feat.初音ミク,巡音ルカ |

### 楽曲提供
- ReoNa
  - unknown（作詞・作曲）
  - いかり（作詞）
  - 心音（作詞）
  - 生きてるだけでえらいよ（作詞・作曲）
  - ライフ・イズ・ビューティフォー（作詞・作曲）
  - テディ（作詞・作曲）
  - Someday（作詞・作曲）
  - シャル・ウィ・ダンス?（作詞）
  - ネリヤカナヤ～美ら奄美～（作詞）
  - 猫失格（作詞・作曲）
  - JAMMER（作詞）
  - さよナラ（作詞・作曲）
  - 地球が一枚の板だったら（作詞・作曲）
- Leo/need
  - オーダーメイド（作詞・作曲）
- ヰ世界情緒
  - シリウスの心臓（作詞・作曲）
- CIEL
  - 君の望み、君の願い（作詞・作曲）
- THE BINARY
  - その切っ先が愛であれば（作詞・作曲）
- ロクデナシ
  - ユリイカ（作詞・作曲）